# باصري

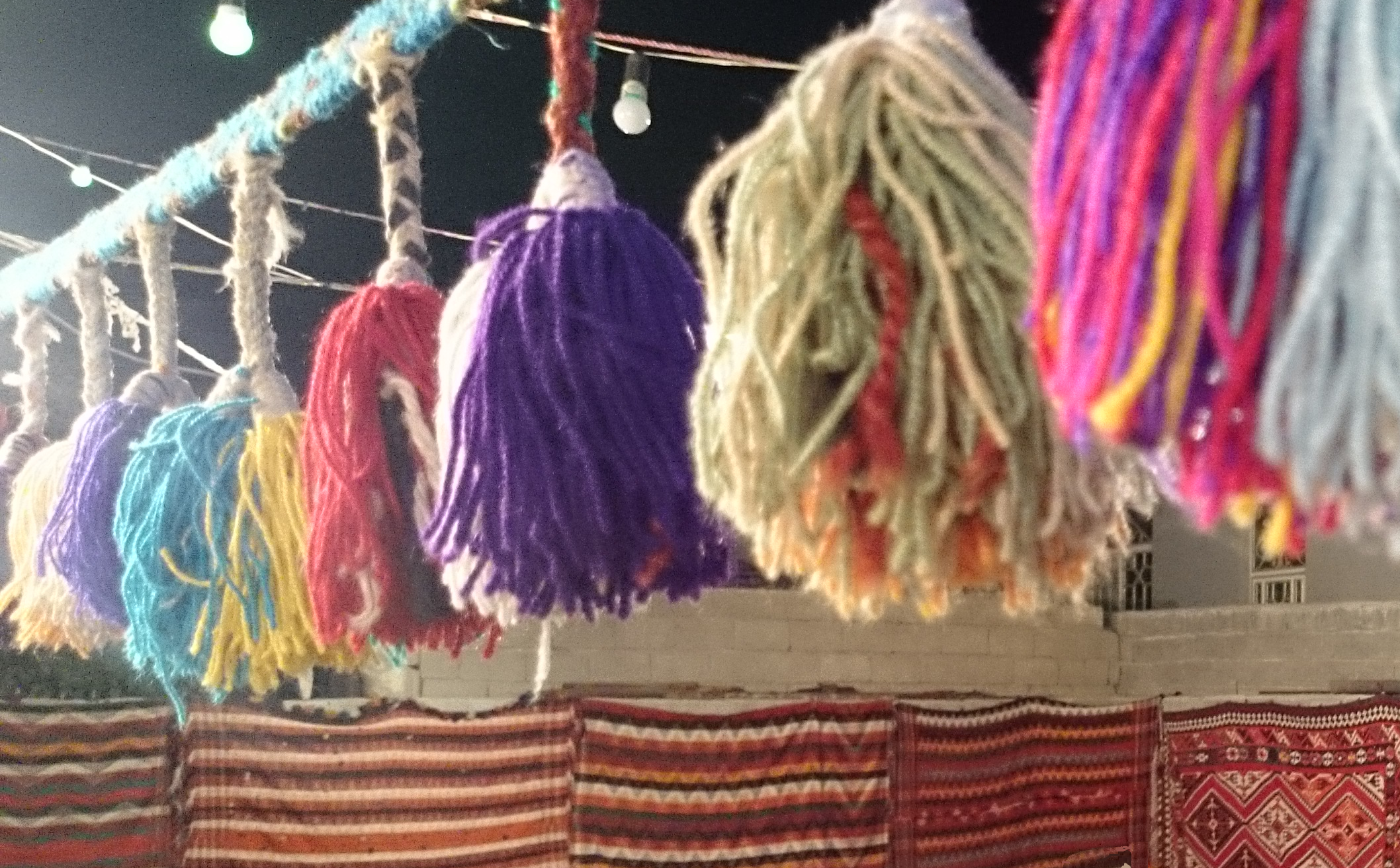

باصري (بالإنجليزية: Basseri، بالفارسية: باصری أو باسرى) هي قبيلة فارسية بدوية زراعية رعوية في محافظة فارس في إيران. كانت هذه القبائل في السابق جزءًا مما يسمى باتحاد الخاميسيين الذي يضم قبائل ناطقة بالتركمانية والفارسية والعربية. تقع منطقة ترحلهم حول مدينة شيراز. تُعتبر «الخيمة» الوحدة الأساسية للتنظيم الاجتماعي بين أفراد قبيلة الباصري. تعيّن كل خيمة  رأسًا يتعامل مع المسؤولين الرسميين للقبيلة والقرويين وغيرهم من الغرباء. يقوم اقتصاد باصري على تربية الأغنام والماعز بشكل أساسي.

## الأصل
معظم الباصريين من الفرس. ينحدر أصلهم من قبيلة «باسارغادين». كانت قبيلة باسارغادين أكبر قبيلة من بلاد فارس وهي من ساعد الملك كورش الكبير العظمى ليشكل الإمبراطورية الأخمينية. أُطلق عليهم اسم قبيلة «كاريان» في فترة الامبراطورية الساسانية. حكموا بعض أجزاء من جنوب فارس ومدينة كاريان في محافظة فارس لأنهم ساعدوا أردشير الأول في تشكيل الإمبراطورية الساسانية.
بعد الغزو الإسلامي لفارس أصبحوا تحت حكم القبائل العربية التي هاجرت إلى بلاد فارس بعد غزوها، واستمر ذلك حتى تأسيس الدولة الزندية من قبل كريم خان. في فترة الدولة البهلوية، استقروا بمساعدة من قِبل الحكومة عام 1930 وشرعوا بالارتحال من جديد عام 1941. بعد إصلاحات الأراضي الإيرانية، استقروا في مدن وقرى محافظة فارس، لكنهم عادوا للارتحال بعد سنوات. بعد الثورة الإسلامية الإيرانية، ونتيجةً لكونهم بدو رُحّل وعدم إمكانية الوصول إلى المرافق الحديثة (المستشفيات والمدارس وما إلى ذلك) وموجات الجفاف المتتالية وتدمير سُبل الارتحال، عادوا مرة أخرى إلى مدن وقرى المقاطعة للعيش.

## علم أصل الكلمة
كانت كلمة «باصري» في الأصل «واستريوشان» وتعني طبقة العامّة في الإمبراطورية الساسانية. وهي كلمة مركبة من «واستري» واللاحقة «وش»، استُبدل الفونيم «و» في كلمة «واستري» بالحرف «ب» وأُزيل الفونيم «ت» لسهولة النطق، وبالتالي تحولت الكلمة إلى «باصري».

## الدين
الباصريون هم من المسلمين الشيعة، ولكن ثمّة أقليات من المسلمين السنة داخل القبيلة. أصبحوا مسلمين بعد أن غزا العرب إيران في القرن السابع الميلادي. اعتنقوا المذهب الشيعي بعد الغزو الصفوي في القرن السادس عشر الميلادي. كان الباصريون في السابق زرادشتيين كغالبية الفرس قبل وصول الإسلام إلى المنطقة.
إن الباصريين ليسوا متدينين في ممارستهم للإسلام. يمنح الباصريون الأولوية للمراسيم المقترنة بأحداث دورة الحياة ويبدّونها على الممارسات الإسلامية الأساسية مثل رمضان ومُحَرَّم.

## اللغة
يتحدث الباصريون لهجة فارسية في مجموعة متنوعة حافظت على بعض الكلمات الفارسية القديمة التي غير الموجودة في الفارسية الحديثة. الأغلبية منهم لا يعرفوا سوى اللهجة الباصرية، ولكن البعض منهم يتحدث اللغة التركية أو العربية.
بعض الكلمات باللهجة الباصرية تشبه الكلمات الإنجليزية.
| Basseri | الإنجليزية | الفارسية القياسية | st. Persian transcription |
| ------- | ---------- | ----------------- | ------------------------- |
| Wər     | Wear       | پوشیدن            | Pooshidan                 |
| Jong    | Young      | جوان              | javaan                    |
| Pəty    | Empty      | خالی              | Khaali                    |
| Bəbe    | Baby       | عزیزم             | Azizam                    |
| Bəbu    | Baby       | نوزاد             | Nowzaad                   |
| Kəp     | Cap        | کلاه              | Kolah                     |
| Sol     | Soil       | خاک               | Khaak                     |
| Sekəl   | Skeleten   | استخوان           | Ostokhaan                 |

## المنطقة
تُعتبر منطقة فارس موطن الباصريين في الأصل؛ ولكن توجد مجتمعات كبيرة من الباصريين أيضًا في خوزستان وأصفهان وخراسان الرضوية وسمنان وطهران.

### الترحال
تقبع الأراضي الشتوية للباصريين في مقاطعة جهرم وشمال مقاطعة لارستان. ويقيمون في مرودشت وباسارغاد ومقاطعة إقليد صيفًا.

## التسلسل الهرمي للقبيلة
يحكم زعيم قبيلة باصري من خلال السلطة القسرية. تتمثل المهام الرئيسية لزعيم القبيلة في: تخصيص المراعي وتنسيق ترحّل القبائل، وتسوية المنازعات التي تُجلب إليه، وتمثيل القبيلة أو أي من أفرادها في معاملات سياسية هامة مع السلطات الحضرية. معظم المسائل القانونية تخضع للعرف والتسوية في قبيلة باصري، وهي منظّمة عبر تعميم العقوبات. لكن الزعيم يكون وسيطًا في القضايا التي لا يمكن حلها من خلال الأعراف بسبب طبيعة القضية. الزعيم ليس مقيدًا بسابقة أو عرف لدى اتخاذه القرار، وقراره سيكون قائمًا على ما يشعر أنه «الأفضل للقبيلة».
يتكون الدربار من أفراد قبيلة باصري الذين هم أقرب المقربين من الزعيم ويرتحلون معه دائمًا. داخل الدربار يوجد مشرف شخصي وسيد المتاجر وسائس لركوب الخيل الرئيسي وخطاط ومرافق للصيد/الشرب.

## الغزل والنسيج
جميع أدوات حزم الأمتعة والسجاد مصنوعة محليًا، وتُحبك من قبل النساء. غالبًا ما تُخاط ملابس النساء من المواد المبتاعة، بينما تُشترى ملابس الذكور جاهزة.
سجاد قبيلة باصري (انظر أيضًا سجادة شيراز) معقودة بشكل غير متناظر وأكثر إشراقًا في الألوان مع مساحة مفتوحة وزخارف وأشكال صغيرة مع اختيار اللون البرتقالي كاللون الخاص. نساء القبيلة عادة ما تصنعن السجاد.